# Палаццо Джустиниан-Пезаро
Палаццо Джустиниан-Пезаро (итал. Palazzo Giustinian Pesaro) — дворец в Венеции, расположенный в квартале Каннареджо с видом на Гранд-канал, между Ка-д’Оро и Палаццо Морозини Сагредо.
Построен в конце XIV века в стиле византийской готики, принадлежал знатному патрицианскому роду Джустиниани. Перестраивался в XVIII и XIX веках. Начиная с 2006 г. в здании дворца располагается отель.

## Галерея

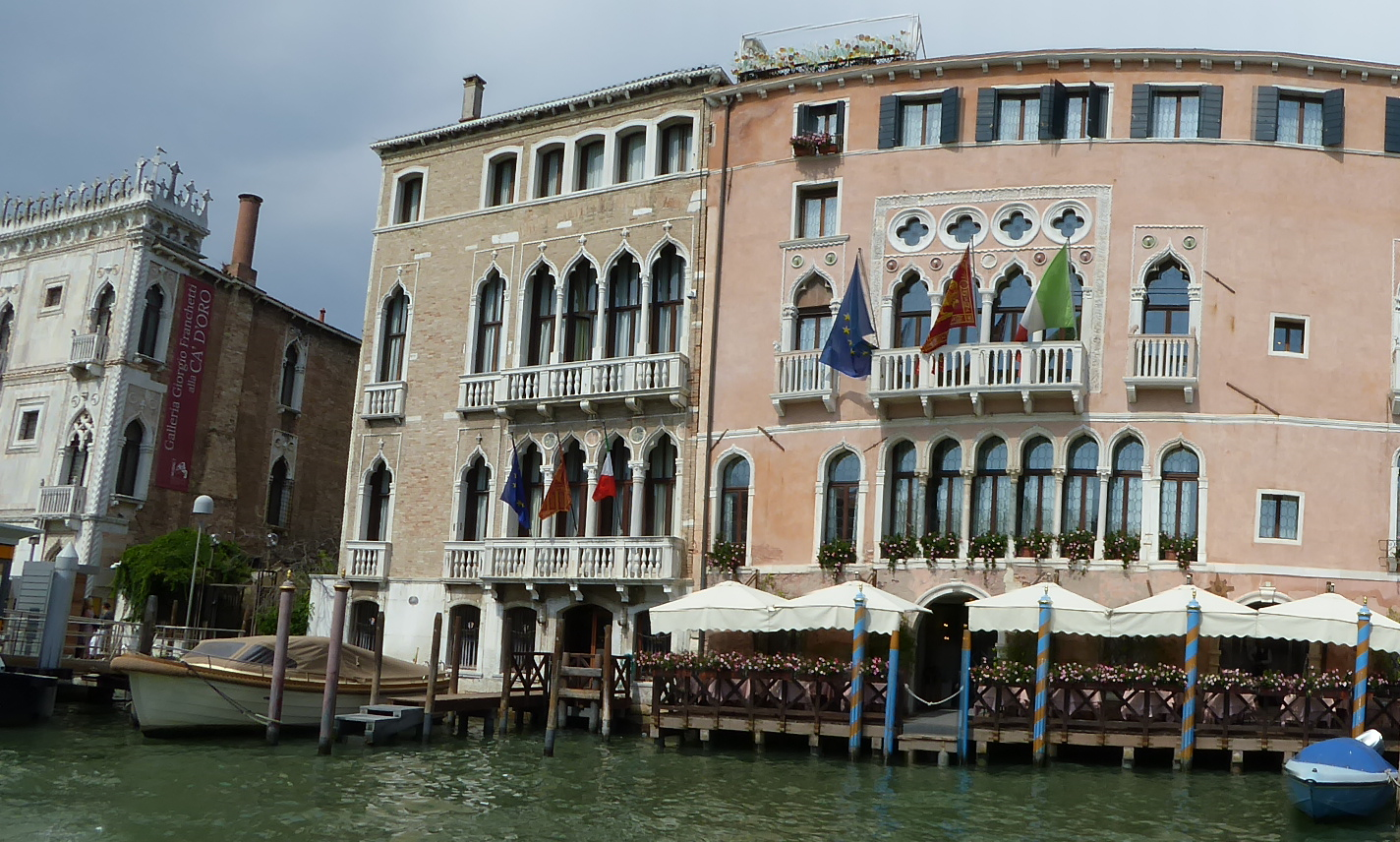
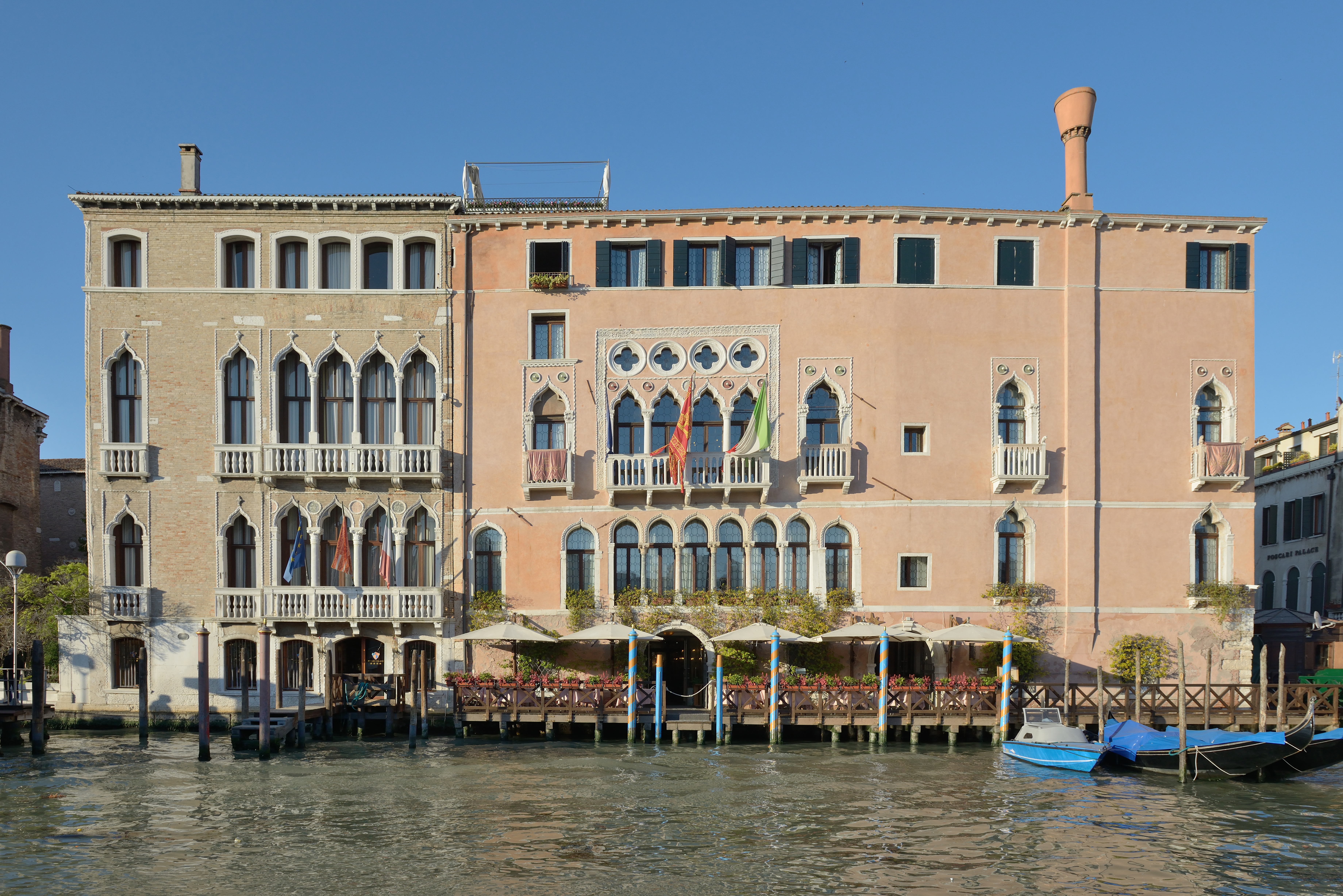
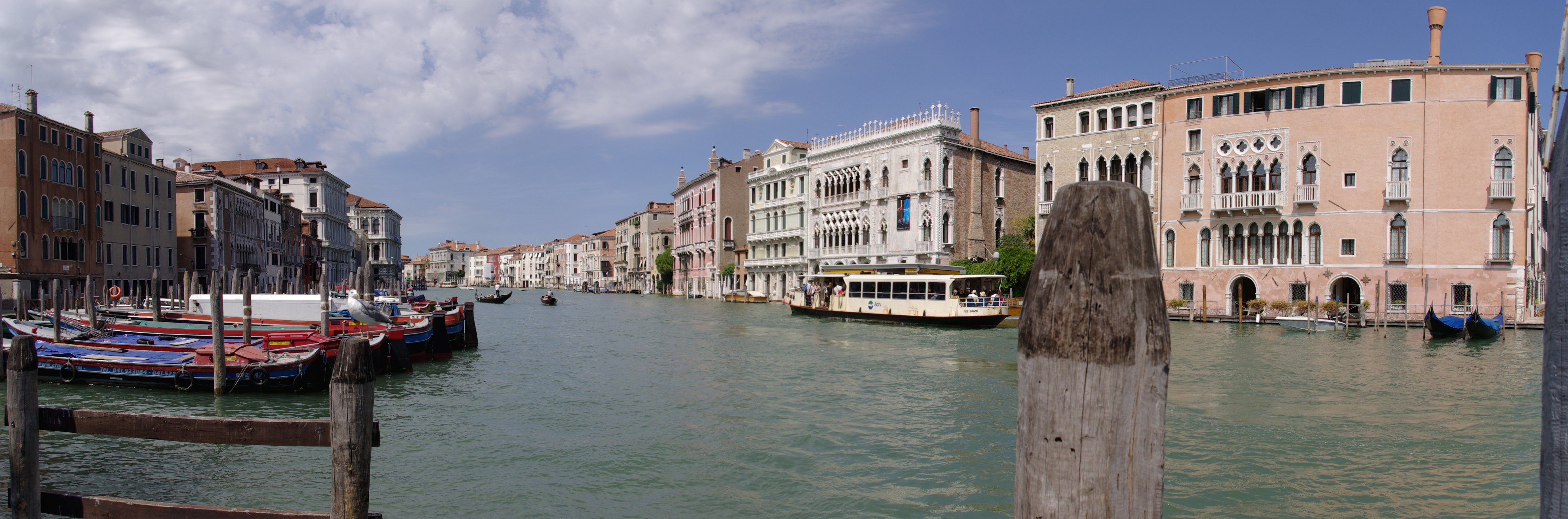